# Albin Olejnik
Albin Olejnik (ur. 1 marca 1894 w Kołodziejówce, zm. 20–22 kwietnia 1940 w Katyniu) – kapitan artylerii Wojska Polskiego, ofiara zbrodni katyńskiej.

## Życiorys
Urodził się we wsi Kołodziejówka, w ówczesnym powiecie skałackim Królestwa Galicji i Lodomerii, w rodzinie Michała i Marii z Tomczuków. 28 czerwca 1914, po zdanym egzaminie dojrzałości, zakończył naukę w klasie VIIIa c. k. Wyższego Gimnazjum I z językiem wykładowym polskim w Tarnopolu. Student prawa.
W czasie I wojny światowej walczył w szeregach cesarskiej i królewskiej Armii. Jego oddziałem macierzystym był 12 pułk artylerii polowej. Na stopień podporucznika rezerwy został mianowany ze starszeństwem z 1 lutego 1918 w korpusie oficerów artylerii polowej i górskiej.
W 1918 wstąpił do Wojska Polskiego. Walczył w wojnie polsko-bolszewickiej. Służył w 6 pułku artylerii polowej. Za walki w szeregach 6 pap otrzymał Krzyż Walecznych. 19 stycznia 1921 został zatwierdzony z dniem 1 kwietnia 1920 w stopniu porucznika artylerii z „grupy byłej armii austro-węgierskiej”. W 1921 ukończył kurs dowódców dywizjonów w Toruniu. W 1923 w służył w 9 pułku artylerii polowej. W 1924 jako oficer nadetatowy 9 pap został przeniesiony do 2 dywizjonu pociągów pancernych. 31 marca 1924 prezydent RP nadał mu stopień kapitana ze starszeństwem z dnia 1 lipca 1923 i 32. lokatą w korpusie oficerów artylerii. W kwietniu 1928 został przeniesiony z 9 pułku artylerii polowej do 2 dywizjonu pociągów pancernych. W 1931 był dowódcą 1 pociągu pancernego. W 1934 będąc oficerem 2 dywizjonu pociągów pancernych został „zwolniony z zajmowanych stanowisk z pozostawieniem bez przynależności służbowej z równoczesnym oddaniem do dyspozycji dowódcy” Okręgu Korpusu Nr V. Z dniem 31 lipca tego roku został przeniesiony w stan spoczynku.
Po zwolnieniu z wojska pracował w starostwie powiatowym Biała Podlaska w wydziale wojskowym. W przededniu wojny został zmobilizowany. 18 września 1939 podczas ewakuacji urzędów z wojskową dokumentacją do Rumunii został wzięty do niewoli w okolicach Skałatu. Początkowo przetrzymywany w Starobielsku (skąd rodzina otrzymała kartę pocztową) a następnie przewieziony do Kozielska. Według stanu z grudnia 1939 był jeńcem kozielskiego obozu. Z Kozielska rodzina otrzymała dwie karty pocztowe. Między 19 a 21 kwietnia 1940 przekazany do dyspozycji naczelnika smoleńskiego obwodu NKWD – lista wywózkowa 036/4 poz 28, nr akt 4783 z 16 kwietnia 1940. Został zamordowany między 20 a 22 kwietnia 1940 przez NKWD w lesie katyńskim. Zidentyfikowany podczas ekshumacji prowadzonej przez Niemców w 1943 wpis w księdze czynności z 4 maja 1943. Figuruje liście AM-189-880 i Komisji Technicznej PCK GARF-21-0880.. Przy szczątkach Olejnika w mundurze oficerskim znaleziono: trzy karty pocztowe, zaświadczenie o szczepieniach obozowych i medalik. Krewni w 1947 i 1967 poszukiwali informacji przez Biuro Informacji i Badań Polskiego Czerwonego Krzyża w Warszawie. 
Był żonaty z Olgą z Kuchtów, z którą miał synów Zdzisława i Jerzego.
5 października 2007 minister obrony narodowej Aleksander Szczygło mianował go pośmiertnie na stopień majora. Awans został ogłoszony 9 listopada 2007, w Warszawie, w trakcie uroczystości „Katyń Pamiętamy – Uczcijmy Pamięć Bohaterów”.

## Ordery i Odznaczenia
- Krzyż Walecznych[19]
- Medal Pamiątkowy za Wojnę 1918–1921[2]
- Medal Dziesięciolecia Odzyskanej Niepodległości[2]
- Krzyż Kampanii Wrześniowej – pośmiertnie 1 stycznia 1986[20]
- Odznaka „Znak Pancerny” nr 526 – 11 listopada 1933[21]

austro-węgierskie
- Srebrny Medal Waleczności 1 klasy[4]
- Srebrny Medal Waleczności 2 klasy[4]
- Brązowy Medal Waleczności[4]
- Krzyż Wojskowy Karola[4]